# Komunikacija živali
Komunikacija ali sporazumevanje živali je proces, v katerem en živalski organizem z oddajanjem signala, ki se prek medija prenese do drugega organizma (sprejemnika), povzroči spremembo sprejemnikovega vedenja. Signal je tu dražljaj, ki vsebuje informacije o oddajnikovem trenutnem stanju ali o prihodnjih dejanjih. Pod to definicijo spada veliko število pojavov, ki jih lahko preučujemo z različnih vidikov, kot so funkcija komuniciranja, fizikalne osnove prenosa informacij med udeleženimi organizmi, evolucija komunikacijskih sistemov idr.
Definicija - kaj natančno komunikacija živali sploh je, je še vedno predmet intenzivne debate med teoretiki komunikacije. Najširša definicija vključuje vse dražljaje, ki se prenašajo med oddajnikom in enim ali več sprejemnikov, vendar je bolj uveljavljena tista, ki obravnava kot signale samo tiste dražljaje, ki jih lahko označimo kot prilagoditve in predstavljajo neto korist tako za oddajnika kot za sprejemnika. Za primer, jelenov ruk je signal, namenjen samicam in samcem v bližini, s katerim samec označuje svojo prisotnost, pripravljenost za parjenje in z glasnostjo ter globino glasu tudi svojo moč ter velikost. Če pa jelenu med hojo po gozdu slučajno poči veja pod nogami, tega ne obravnavamo kot signal (čeprav gre prav tako za slišni dražljaj), saj jelen navadno nima koristi od tovrstnega označevanja svoje prisotnosti - kvečjemu ga lahko izkoristi bližnji trop volkov da ga upleni. Dejanje ni predstavljalo komunikacije, saj se ni razvilo za sporočanje prisotnosti in je verjetno oddajnik imel zaradi njega škodo (manjšo verjetnost preživetja). V praksi ločnica med komunikacijo in drugimi pojavi ni vedno ostra. Prej omenjeni jelenov ruk lahko plenilci ravno tako izkoristijo da najdejo oddajnika, čeprav ne predstavlja komunikacije z njimi. Svarilna drža v spopadu med samcema je signal enega samca drugemu o pripravljenosti za napad, hkrati pa tudi taktična poteza, ki daje boljši fizični položaj v boju. Podobno ima trebljenje kožuha med pripadniki tropa šimpanzov higiensko funkcijo, hkrati pa predstavlja signal v socialnih interakcijah med njimi.
Zgodovinsko so poskusi razlaganja komunikacije živali izhajali iz primerjav s človekovo govorico (besedno in nebesedno) ter različnih filozofskih predpostavk, ki so se izkazale za bolj ali manj uporabne v konkretnih primerih. Zato in zaradi izjemne raznolikosti komunikacijskih sistemov pri živalih še danes v znanosti ni enotnega pogleda na ta pojav - med odprtimi vprašanji so razlika med sporočilom in pomenom signala (torej razlika s stališča oddajnika in sprejemnika) in uporabnost koncepta informacije pri razlaganju. Kljub temu ostaja komunikacija zaradi svojega ključnega pomena pri delovanju bioloških sistemov pomembno področje preučevanja v sodobni biologiji, ki predvsem v zadnjih desetletjih doživlja preporod zaradi uvajanja matematičnih in ekonomskih orodij (predvsem teorije iger).